# 1866 في روسيا
فيما يلي قوائم الأحداث التي وقعت خلال عام 1866 في روسيا.

## ظهور
- 1 يناير – المقامر رواية من تأليف فيودور دوستويفسكي.

## مواليد

### ديسمبر
- 4 ديسمبر – فاسيلي كاندينسكي رسام روسي.

## وفيات

### أكتوبر
- 23 أكتوبر – نيكولاي مورافيوف-كارسكي (مواليد 1794)

### ديسمبر
- 19 ديسمبر – ميخائيل بيتراشيفسكي (مواليد 1821)